# 임현식
임현식(林玄植, 1945년 12월 31일 ~ )은 대한민국의 배우이다.

## 생애
전라북도 순창에서 출생하였고 지난날 한때 전라남도 목포시에서 잠시 유아기를 보낸 적이 있으며 그 후 광주광역시에서 성장한 그는 1967년 연극배우 첫 데뷔하였고 이듬해 1968년, 뮤지컬 배우 데뷔하였으며 1969년 MBC 1기 공채 탤런트로 정식 데뷔하였다.
《한지붕 세가족》에서 순돌이 아빠 역으로, 《허준》에서는 임오근 역으로 인기를 얻었다. 사극 드라마에서 배우 이희도와 함께 감초 역할을 많이 하였다.

## 학력
- 광주중앙국민학교 졸업
- 광주동중학교 졸업
- 살레시오고등학교 졸업
- 한양대학교 연극영화학과 학사

### 명예 박사 학위
- 2000년 경희대학교 명예 한의학 박사

## 연기 활동
중2때부터 바이올린을 배우기 시작하여 고등학교때까지 음악가를 꿈꾸었던 음대 지망생이었으나, 고등학교 때부터 연극을 좋아했다.
그 후, 1년 재수 끝에 한양대학교 연극영화학과에 입학을 하였다. 연극영화학과에 지원할 당시 어머니가 장래가 걱정되어 대학교 담당교수님을 만나 이 학과의 장래성이 있는지를 물어볼 정도였다고 한다.
1969년 MBC 1기 공채 탤런트에 뽑혀 배우 생활을 시작하게 되었다. 당시 공채 탤런트 26명 선발에 5,000명이 지원, 수차례 관문을 통과하여 최종 36명이 남았는데 그 당시 MBC사장이 임현식의 얼굴을 보고 “좀 밋밋하지 않아?”라고 하는 말에 떨어질 것 같아 “배우로 제 인생을 완전히 바치고 싶다”는 소신을 강하게 밝혔고 의지가 좋게 보여 합격되었다는 일화가 있다. 하지만 5년 동안 무명연기자로 고생을 하다가 차라리 부업을 가져야겠다는 생각을 하였고 생활고 해결을 위하여 농사를 시작하면서 경기도 양주시 장흥면에 정착하여 살게 되었다. 
초기에 연기할 때는 있는 그대로 완벽히 하는 것만 생각했지 애드리브를 한다는 것은 꿈에도 생각하지 못했으나, 연기를 시작한지 5, 6년이 지난 시점부터 당시 모든 연기자들이 신성일씨처럼 연기하려고 할 때 자신만의 색깔을 내야겠다는 생각을 하게 되었고 맛깔난 조연이 내게 맞겠다고 판단하였다고 한다. 그리하여 전라도 부안까지 내려가서 춘향전, 별주부전 등의 판소리 가사들을 직접 구해서 2년 정도 연구하고 노력하여 본인만의 해학적인 스타일을 만들었다. 그 직후, 김수현 작가의 일일연속극 《당신》에서 김수미의 상대역으로 함께 호흡을 맞추었다. 그러나 그 당시에 없던 새로운 해학스러운 스타일로 연기하니 당시 드라마의 연출자가 “연기를 너무 오버하고 카메라로 잡을 수도 없다”며 엄청나게 화를 내었다고 한다. 하지만 결과적으로는 MBC 공채 1기로 입사한 후 9년 만인 1978년에 《당신》으로 MBC 방송연기대상에서 조연상을 받게 되었다.
1981~1984년 출연한 MBC 드라마 《암행어사》에서 암행어사를 물심양면 돕는 코믹한 포교 갑봉이 역할로 많은 인기를 끌었다. 1986~1991년에는 MBC 일요아침드라마 《한지붕 세가족》에서 순돌이 아빠 역을 맡아 평범한 서민 가장 이미지로 큰 사랑을 받았다. 1999년 MBC 사극 《허준》에서는 주인공 허준을 조력하는 임오근 역을 맡아 특유의 톡톡튀는 능청스런 연기로 약방감초 연기의 정점을 찍었다. 이병훈PD와의 오랜 인연으로 《조선왕조 오백년》, 《거인의 손》, 《허준》, 《상도》, 《대장금》, 《서동요》, 《이산》 등 그가 연출한 거의 모든 작품에 출연하였다.

## 출연작

### 연극
- 1977년 《화랑의 후예》 ... 황일재 역(주연)

### 뮤지컬
- 1996년 《아가씨와 건달들》 ... 베니 사우드스트릿 역(남자 조연)

### 드라마
- 1969년 MBC 목요연속극 《수양산맥》 ... 포졸F 역
- 1971년 MBC 수사실화극 《수사반장》 ... 게스트 역
- 1972년 MBC 자유무대 《앵골고개》
- 1972년 MBC 일일연속극 《임꺽정》 ... 대역(임꺽정) 역
- 1973년 MBC 《춘향전》 ... 춘향이 갇힌 옥을 감시하는 포졸 역
- 1973년 MBC 반공드라마 《113 수사본부》 ... 게스트(간첩) 역
- 1975년 MBC 일일연속극 《양반》
- 1976년 MBC 3.1특집극 《거룩한 손님》 ... 약방 주인 역
- 1976년 MBC 일일연속극 《내일이면》 ... 웨이터 역
- 1977년 MBC 일일연속극 《당신》
- 1978년 MBC 일일연속극 《미소》
- 1979년 MBC 어린이연속극 《거인의 숲》
- 1979년 MBC 6.25특집극 《최후의 증인》
- 1979년 MBC 일일연속사극 《안국동 아씨》
- 1979년 MBC 주말연속극 《산이 되고 강이 되고》
- 1980년 MBC 신년특집극 《밭》
- 1980년 MBC 주말연속극 《종점》
- 1980년 MBC 농촌드라마 《전원일기》 ... 상태 역 이외 각종 단역
- 1980년 MBC 주말연속극 《딸》
- 1980년 MBC 캠페인연속극 《알뜰가족》
- 1981년 MBC 《제1공화국》 ... 최현 역
- 1981년~1984년 MBC 주간드라마 《암행어사》 ... 갑봉 역
- 1981년 MBC 주간연속극 《사랑의 계절》
- 1981년 MBC 주간연속극 《민족풍속도》
- 1982년 MBC 일일연속극 《어제 그리고 내일》
- 1983년 MBC 반공드라마 《3840 유격대》
- 1984년 MBC 특별기획드라마 《조선왕조 오백년 - 설중매》 ... 풍원위 임숭재 역
- 1984년 MBC 단막극 《베스트셀러극장 - 완전한 사랑》... 고독한 회사원 역
- 1985년 MBC 주말연속극 《아무렴 그렇지, 그렇고 말고》
- 1985년 MBC 대하드라마 《조선왕조 오백년 - 임진왜란》 ... 김성일 역
- 1986년 MBC 단막극 《베스트셀러극장 - 죽은 황녀를 위한 파반느》
- 1986년~1991년 MBC 일요아침드라마 《한지붕 세가족》 ... 순돌이 아빠(최경호) 역
- 1987년 MBC 주말연속극 《사랑과 야망》 ... 임 실장 역
- 1987년 MBC 미니시리즈 《부초》
- 1988년 MBC 미니시리즈 《인간시장》 ... 오종우 역
- 1988년 MBC 미니시리즈 《선생님 우리 선생님》
- 1988년 MBC 미니시리즈 《우리 읍내》
- 1989년 MBC 《제2공화국》 ... 김윤근 역
- 1989년 MBC 미니시리즈 《황제를 위하여》
- 1989년 MBC 미니시리즈 《제5열》
- 1990년 MBC 어린이드라마 《꼴찌 수색대》
- 1991년 MBC 특별기획드라마 《여명의 눈동자》 ... 황성철 역
- 1991년 MBC 미니시리즈 《행복어사전》 ... 박동수 역
- 1991년 MBC 미니시리즈 《겨울 이야기》
- 1992년 MBC 단막극 《MBC 베스트극장 - 기찻길 옆 오막살이》
- 1992년 MBC 청춘드라마 《우리들의 천국》 ... 카페주인 노총각 강은홍 역
- 1992년 MBC 주간시트콤 《태평천하》
- 1992년 SBS 드라마스페셜 《사랑하는 당신》 ... 하영의 이모부 역
- 1992년 MBC 미니시리즈 《약속》
- 1993년 SBS 청소년드라마 《열정시대》
- 1993년 SBS 일요아침드라마 《우리식구 열다섯》 ... 김 차장 역
- 1993년 SBS 주간시트콤 《오박사네 사람들》
- 1993년 SBS 주간시트콤 《오경장》 ... 임현식 경장 역
- 1993년 MBC 단막극 《MBC 베스트극장 - 순달씨와 병구씨와 옥주양》 ... 세탁소 주인 순달 역
- 1994년 MBC 창사특집극 《거인의 손》
- 1994년 SBS 월화드라마 《영웅일기》 ... 맹 형사 역
- 1994년 SBS 주간드라마 《박봉숙 변호사》 ... 형사 역(게스트)
- 1994년 SBS 월화드라마 《여태 뭘 했수》 ... 최준치 역
- 1995년 SBS 드라마스페셜 《우리들의 넝쿨》
- 1995년 SBS 주말극장 《옥이 이모》 ... 최 서기 역
- 1995년 SBS 드라마스페셜 《신비의 거울속으로》 ... 피터 조 역
- 1995년 SBS 특별기획 《모래시계》 ... 오 계장 역
- 1995년 MBC 월화드라마 《사랑을 기억하세요》
- 1995년 MBC 특별기획 주말드라마 《전쟁과 사랑》
- 1995년 KBS 주간시트콤 《간 큰 남자》 ... 늙은 주임 임현식 역
- 1995년 MBC 미니시리즈 《사랑을 기억하세요》
- 1996년 SBS 드라마스페셜 《남자 대탐험》 ... 강영웅 부친 역
- 1996년 MBC 미니시리즈 《그들의 포옹》 ... 정래 역
- 1996년 SBS 창사 6주년 특별기획드라마 《임꺽정》 ... 오가 역
- 1996년 MBC 청춘시트콤 《남자 셋 여자 셋》 ... 김현식(김 영감) 역(비고정 출연)
- 1997년 MBC 미니시리즈 《의가형제》 ... 김준기, 김영기의 외삼촌 강릉병원 관리부장 한성구 역
- 1997년 MBC 주말연속극 《신데렐라》
- 1997년 SBS 월화드라마 《여자》 ... 기남 아빠 역
- 1998년 SBS 주말극장 《사랑해 사랑해》
- 1998년 SBS 드라마스페셜 《내 마음을 뺏어봐》
- 1998년 SBS 월화드라마 《은실이》
- 1998년 SBS 일일연속극 《7인의 신부》 ... 임마 역
- 1998년 KBS 일일연속극 《살다보면》 ... 복만의 후배 역
- 1999년 SBS 주말극장 《파도》
- 1999년 MBC 창사 38주년 특별기획드라마 《허준》 ... 산음 유의태 의원 약방 병부잡이, 내의원 종약서원 임오근 역
- 1999년 SBS 드라마스페셜 《퀸》 ... 김동진 역
- 1999년 KBS 일일연속극 《해뜨고 달뜨고》
- 1999년 MBC 미니시리즈 《마지막 전쟁》 ... 태경 부 역
- 2000년 SBS 일요아침드라마 《좋아 좋아》 ... 평창동 동장 운세만 역
- 2000년 KBS 일일시트콤 《멋진 친구들》 ... 방송국 CP 임현식 역
- 2000년 SBS 월화드라마 《루키》 ... 나동보 역
- 2001년 MBC 수목미니시리즈 《반달곰 내 사랑》 ... 교감 역
- 2001년 MBC 창사특별기획 《상도》 ... 교량건설 기술자 양수동 역(특별출연)
- 2001년 SBS 주말극장 《화려한 시절》 ... 조재식 역
- 2001년 KBS 일일시트콤 《멋진 친구들 Ⅱ》 ... 방송사 CP 임현식 역
- 2002년 MBC 수목미니시리즈 《그 햇살이 나에게》
- 2002년 MBC 일일연속극 《매일 그대와》 ... 최상호 역
- 2002년 SBS 특별기획 《대망》 ... 두이 역
- 2002년 MBC 주말연속극 《맹가네 전성시대》 ... 맹대풍 역
- 2003년 SBS 대기획 《올인》 ... 전직 타짜 출신의 노점상, 김인하의 삼촌 김치수 역
- 2003년 SBS 드라마스페셜 《요조숙녀》 ... 하인구 역
- 2003년 MBC 특별기획드라마 《대장금》 ... 수랏간 대령숙수 강덕구 역
- 2003년 MBC 주말연속극 《죽도록 사랑해》 ... 이씨 역
- 2003년 KBS TV소설 《분이》 ... 장덕팔 역
- 2003년 MBC 3부작특집드라마 《사막의 샘》 ... 기현 부친 역
- 2004년 SBS 주말극장 《작은 아씨들》 ... 형사 형님 역
- 2004년~2005년 MBC 일요아침드라마 《단팥빵》 ... 순돌이 아빠 역(특별출연)
- 2004년 KBS 일일시트콤 《올드 미스 다이어리》 ... 최부록 역
- 2004년 MBC 특별기획드라마 《영웅시대》 ... 천태산 부친 역
- 2005년 MBC 수목미니시리즈 《슬픈 연가》 ... 신부 역
- 2005년 KBS 설특집드라마 《핑구어리》 ... 허만복 역
- 2005년 MBC 가정의달특집극 《봄날의 미소》 ... 대범 부친 역
- 2005년 MBC 주말연속극 《사랑찬가》 ... 오경준 역
- 2006년 SBS 창사15주년 대하드라마 《서동요》 ... 맥도수 역
- 2006년 SBS 드라마스페셜 《불량 가족》 ... 장항구 역
- 2006년 SBS 월화드라마 《101번째 프러포즈》 ... 박창만 역
- 2006년 KBS 4부작드라마 《도망자 이두용》 ... 김춘현 역
- 2006년 평화방송 3부작 드라마 《성 김대건》
- 2007년 MBC 주말연속극 《문희》 ... 대범 역
- 2007년 KBS 설특집드라마 《심청의 귀환》 ... 심 봉사 역
- 2007년 MBC 2부작드라마 《향단전》 ... 허준 역
- 2007년 KBS 아침드라마 《착한여자 백일홍》 ... 천용찬 역
- 2007년 MBC every1 4부작드라마 《와인 따는 악마씨》 ... 장영감 역
- 2007년 MBC 창사 47주년 특별기획드라마 《이산》 ... 춘화의 대가 역(우정출연)
- 2008년 MBC 설특집드라마 《쑥부쟁이》 ... 사위 역
- 2008년 KBS 월화드라마 《강적들》 ... 차영진 경호관의 조부, 차일상 역
- 2008년 KBS HD 특별기획드라마 《쾌도 홍길동》 ... 사또 역(특별출연)
- 2008년 MBC HD 일일연속극 《춘자네 경사났네》 ... 박태삼 역
- 2008년 SBS 월화드라마 《타짜》 ... 평 경장 역
- 2009년 SBS 주말극장 《사랑은 아무나 하나》 ... 오갑수 역
- 2009년 MBC 주말연속극 《인연만들기》 ... 윤석주 역
- 2010년 SBS 드라마스페셜 《대물》 ... 도야 부친, 대통령비서실 조리장 하봉도 역
- 2010년 SBS 월화드라마 《나는 전설이다》 ... 번영회 회장 역
- 2010년 SBS 드라마스페셜 《내 여자친구는 구미호》 ... 주지스님 역(특별출연)
- 2010년 SBS 일일드라마 《호박꽃 순정》 ... 오 영감 역
- 2011년 MBC 특별기획드라마 《짝패》 ... 황 노인 역
- 2011년 MBC 특별기획드라마 《계백》 ... 조금선생(연문진) 역
- 2011년 SBS 주말극장 《내일이 오면》 ... 이귀남 역
- 2012년 MBN 미니시리즈 《수상한 가족》 ... 천도해 역
- 2012년 MBC 미니시리즈 《아랑사또전》 ... 선배 원귀 역(2회 특별출연)
- 2013년 JTBC 주말연속극 《맏이》 ... 마을구장 구창봉 역(특별출연)
- 2014년 JTBC 월화드라마 《유나의 거리》 ... 강복천 역
- 2015년 SBS 주말 특별기획 《내마음 반짝반짝》 ... 순돌 역
- 2016년 SBS 월화드라마 《대박》 ... 남도깨비 역
- 2017년 SBS 월화드라마 《의문의 일승》 ... 조만석 역

### 영화
- 1994년 《커피 카피 코피》 ... 정 실장 역
- 1997년 《체인지》 ... 아버지 역
- 2002년 《YMCA 야구단》 ... 하일송 역
- 2003년 《튜브》 ... 반장 역
- 2003년 《은장도》 ... 조개구이집 주인 역(특별출연)
- 2004년 《라이어》 ... 김 기자 역
- 2005년 《역전의 명수》 ... 파출소장 역(특별출연)
- 2005년 《미스터 주부퀴즈왕》 ... 복덕방 주인 역(특별출연)
- 2006년 《방과후 옥상》 ... 의사 역(특별출연)
- 2006년 《미녀는 괴로워》 ... 한나 아빠 역
- 2006년 《뚝방전설》 ... 유씨 역
- 2006년 《올드미스 다이어리 극장판》 ... 최부록 역
- 2007년 《만남의 광장》 ... 남쪽 이장 역
- 2009년 《구세주 2》 ... 둘째마누라에게 가는 카사노바 역(우정출연)
- 2013년 《미생 프리퀄》 ... 아파트 경비 역 (특별출연)
- 2013년 《놈이 온다》
- 2017년 《가을 우체국》 ... 어르신 역
- 2018년 《비밥바룰라》 ... 현식 역

### 텔레비전 프로그램

#### 예능
- 1996년 《일요일 일요일 밤에-못말리는 영화》
- 2000년 《임현식의 세상돋보기》
- 2001년 《가족오락관-멋진 친구들 2 팀》
- 2002년 ~ 2004년 《스타도네이션, 꿈은 이루어진다》
- 2014년 《님과 함께》
- 2014년 《오마이베이비》
- 2015년 《제주도 살아보기》
- 2024년 《미운우리새끼》
- 2024년 ~ 2025년 《아빠하고 나하고》

#### 다큐멘터리
- MBC 《MBC 프라임》 쌀의 변신 - 내레이션
- 《임현식의 장터사람들》 - 내레이션
- KTV 《영상기록 시간속으로》 - 진행
- SBS 《生活의達人》
- MBC 《다큐프라임》 296회 : 농업, 새로운 미래를 꿈꾸다 - 내레이션
- KBS1 《다큐공감》 287회 : 문재씨의 도원별곡 - 내레이션

### 라디오 프로그램
- 2015년 EBS FM 《EBS 책 읽는 라디오 낭독 시리즈》

### CF 광고
- 1979년 국제전광 (석유풍로, 주방기기) (Feat. 박원숙)
- 1982년 태창 코트론
- 1986년 동화약품 헬민 (Feat. 김성환, 한인수)
- 1987년 삼진제약 게보린 ("MBC 드라마 - 한지붕 세가족" 팀으로 출연)
- 1987년 ~ 1997년 동성제약 (정로환, 칼라 인터뷰, 세븐에이트, 바이락토, 지놀타, 스메론 파우다, 비오킬)
- 1988년 기아자동차 베스타 ("MBC 드라마 - 한지붕 세가족" 팀으로 출연)
- 1988년 ~ 1989년 상호신용금고 ("MBC 드라마 - 한지붕 세가족" 팀으로 출연)
- 1989년 동남증권
- 1989년 웅진씽크빅 웅진 아이큐 ("MBC 드라마 - 한지붕 세가족" 팀으로 출연)
- 1989년 롯데제과 롯데껌
- 1989년 신용협동조합 (최주봉)과 함께
- 1990년 사조오양 오양맛살 (Feat. 이영하-선우은숙 부부)
- 1990년 CJ제일제당 홍삼원 ("MBC 드라마 - 한지붕 세가족" 팀으로 출연)
- 1992년 크라운제과 크라운 산도
- 1993년 크라운제과 죠리퐁
- 1993년 ~ 1996년 롯데제과 목캔디
- 1999년 삼양식품 수타면 (차태현과 함께 출연)
- 2000년 GC녹십자 싸프만 (김자옥과 함께 출연)
- 2000년 일양약품 영비천 (최란, 이희도, 임대호와 함께 출연)
- 2000년 한국텔레마케팅 통판뉴스
- 2000년 KT n016
- 2000년 폴리안나
- 2000년 에쓰오일 (Feat. 전광렬, 홍충민)
- 2000년 ~ 2001년 크라운제과 국희 땅콩샌드 (Feat. 박가령)
- 2001년 하이마트
- 2001년 하림 닭불갈비
- 2002년 경동보일러 경동콘덴싱
- 2003년 광동제약 비타500
- 2003년 ~ 2005년 KT링커스(주) KT텔레캅
- 2003년 삼양식품 짜짜로니·열무비빔면·삼양라면 (노형욱, 김윤경과 함께 출연)
- 2003년 동국제약 인사돌
- 2004년 푸르밀 검은콩우유
- 2004년 에센시아 칫솔 살균기
- 2004년 ~ 현재 보건복지부 국민건강보험공단
- 2019년 르노 마스터

## 경력
- 2004년 국민건강보험공단 홍보대사
- 2006년 중국 후난대학교 겸임교수
- 2011년 제4회 노인영화제 홍보대사
- 2011년 금산세계인삼엑스포 홍보대사
- 2011년 한국예술종합전문학교 연기예술학부 겸임교수

## 수상
- 1977년 MBC 방송연기대상 남자 조연상 《당신》
- 1987년 MBC 연기대상 남자 우수연기상 《한지붕 세가족》
- 1989년 제25회 백상예술대상 TV부문 인기상 《한지붕 세가족》
- 1989년 MBC 연기대상 남자 최우수연기상 《한지붕 세가족》
- 1990년 제26회 백상예술대상 TV부문 남자 최우수연기상 《한지붕 세가족》
- 1992년 SBS 연기대상 열창상
- 1999년 SBS 연기대상 남자 우수조연상 《퀸》
- 2000년 MBC 연기대상 캐릭터인기상《허준》
- 2002년 제39회 저축의 날 부총리 겸 재정경제부장관표창
- 2003년 MBC 연기대상 연기자부문 특별상 《대장금》
- 2004년 SBS 연기대상 공로상